# Saint-Pierre-sur-Erve
Saint-Pierre-sur-Erve település Franciaországban, Mayenne megyében. Lakosainak száma 132 fő (2022. január 1.). Saint-Pierre-sur-Erve Saulges, Thorigné-en-Charnie, Vaiges és Blandouet-Saint Jean községekkel határos.

## Népesség
A település népessége az elmúlt években az alábbi módon változott:
| Lakosok száma | 173  | 160  | 129  | 136  | 140  | 141  | 142  | 141  | 140  | 132  |
|               | 1968 | 1982 | 1990 | 2006 | 2013 | 2015 | 2017 | 2019 | 2020 | 2022 |